# منتخب فنلندا لكرة الصالات
منتخب فنلندا الوطني لكرة قدم الصالات (بالفنلندية: Suomen futsalmaajoukkue)‏ هو ممثل فنلندا الرسمي في المنافسات الدولية في كرة الصالات في فئة كرة الصالات للرجال ‏.

## وصلات خارجية
- الموقع الرسمي